# Ewa Leś
Ewa Elżbieta Leś (ur. 1953) – polska politolog, profesor nauk społecznych, i profesor nadzwyczajny Uniwersytetu Warszawskiego, specjalistka w zakresie szeroko rozumianej polityki społecznej (w tym m.in. tzw. gospodarki społecznej) oraz organizacji pozarządowych wykładowca na Wydziale Nauk Politycznych i Studiów Międzynarodowych Uniwersytetu Warszawskiego.

## Życiorys
Wykładowca w Instytucie Polityki Społecznej na Wydziale Dziennikarstwa i Nauk Politycznych Uniwersytetu Warszawskiego, kierownik Podyplomowego Studium Zarządzania Organizacjami Pozarządowymi w Collegium Civitas, Podyplomowych Studiów Zarządzania Gospodarką Społeczną w Instytucie Polityki Społecznej UW oraz Pracowni Badań Organizacji Non-profit w Instytucie Studiów Politycznych Polskiej Akademii Nauk. W pracy naukowej zajmuje się polityką rodzinną oraz polityką wobec tzw. Trzeciego Sektora. W kręgu jej zainteresowań badawczych leżą także zagadnienia nierówności społeczno-ekonomicznych w Polsce w okresie transformacji ustrojowej oraz kwestie przebudowy sfery społecznej w Polsce i państwach UE i OECD. Zaangażowana w wiele programów na rzecz rozwoju Trzeciego Sektora, m.in. kierownik projektu PIW EQUAL „Tu jest praca”. Prowadziła międzynarodowe badania sektora non-profit w Polsce. 9 lutego 2017 otrzymała tytuł naukowy profesora nauk społecznych.
W 2010 prezydent RP Lech Kaczyński powołał ją na członka Narodowej Rady Rozwoju.
Także w październiku 2015 została członkiem tego gremium. W 2018 przewodniczący Komitetu do spraw Pożytku Publicznego Piotr Gliński powołał ją w skład Rady Narodowego Instytut Wolności – Centrum Rozwoju Społeczeństwa Obywatelskiego. W latach 2021–2023 członkini Rady Naukowej Instytutu Pokolenia.
Autorka licznych publikacji naukowych i popularnonaukowych.

## Wybrane publikacje
- Organizacje Obywatelskie w Europie Środkowo-Wschodniej (1994)
- Od filantropii do pomocniczości: studium porównawcze rozwoju i działalności organizacji społecznych (2000)
- Zarys historii dobroczynności i filantropii w Polsce (2001)
- Pomoc społeczna. Od klientyzmu do partycypacji (2003)
- Z teorii i praktyki gospodarki społecznej (2006; współredakcja naukowa Małgorzata Ołdak)
- Przedsiębiorstwo społeczne w rozwoju lokalnym (2007, współredakcja naukowa Małgorzata Ołdak)
- Gospodarka społeczna i przedsiębiorstwo społeczna. Wprowadzenie do problematyki (2008, redakcja naukowa)
- Podstawy kształcenia w zakresie przedsiębiorczości społecznej. Pakiet edukacyjny (2008, współredakcja naukowa Małgorzata Ołdak).

W 2009 za wybitne zasługi w działalności na rzecz osób potrzebujących pomocy została odznaczona Krzyżem Kawalerskim Orderu Odrodzenia Polski.
Od 2012 ekspert zespołu kandydata na premiera rządu technicznego – prof. Piotra Glińskiego w zakresie polityki społecznej.